# Amapá do Maranhão
Amapá do Maranhão là một đô thị thuộc bang Maranhão, Brasil. Đô thị này có diện tích 442,319 km², dân số năm 2007 là 6168 người, mật độ 13,94 người/km².